# Mont Whitney

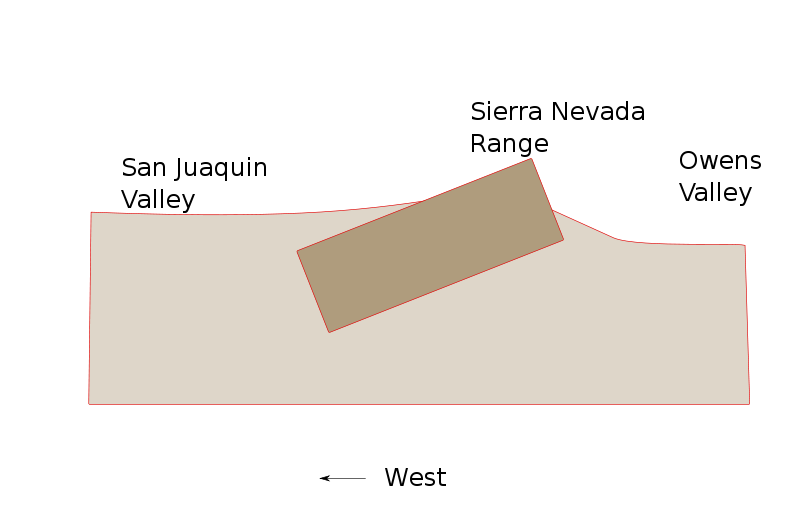
Esquema del bloc de la Sierra Nevada

El mont Whitney (Mount Whitney) és la muntanya més alta dels Estats Units d'Amèrica fora d'Alaska amb una altitud de 4.421 metres (14.505 peus).A  Se situa a la frontera entre els comtats d'Inyo i Tulare (Califòrnia) a una distància de 136,2 quilòmetres (84,6 milles) a l'oest-nord-oest del punt més baix d'Amèrica del Nord a la Conca Badwater dins del Parc Nacional de la Vall de la Mort a 85 metres (279 peus) per sota del nivell del mar. La cara oest de la muntanya és al Parc Nacional Sequoia i dins de l'àrea salvatge Sequoia-Kings Canyon (Sequoia-Canyó dels Reis). La cara est es troba al Bosc Nacional Inyo i dins de l'àrea salvatge John Muir. El cim és el terme meridional del sender John Muir (John Muir Trail) que s'estén uns 341 quilòmetres des de la muntanya cap al nord fins a les Happy Isles al riu Merced dins del Parc Nacional de Yosemite.

## Geografia

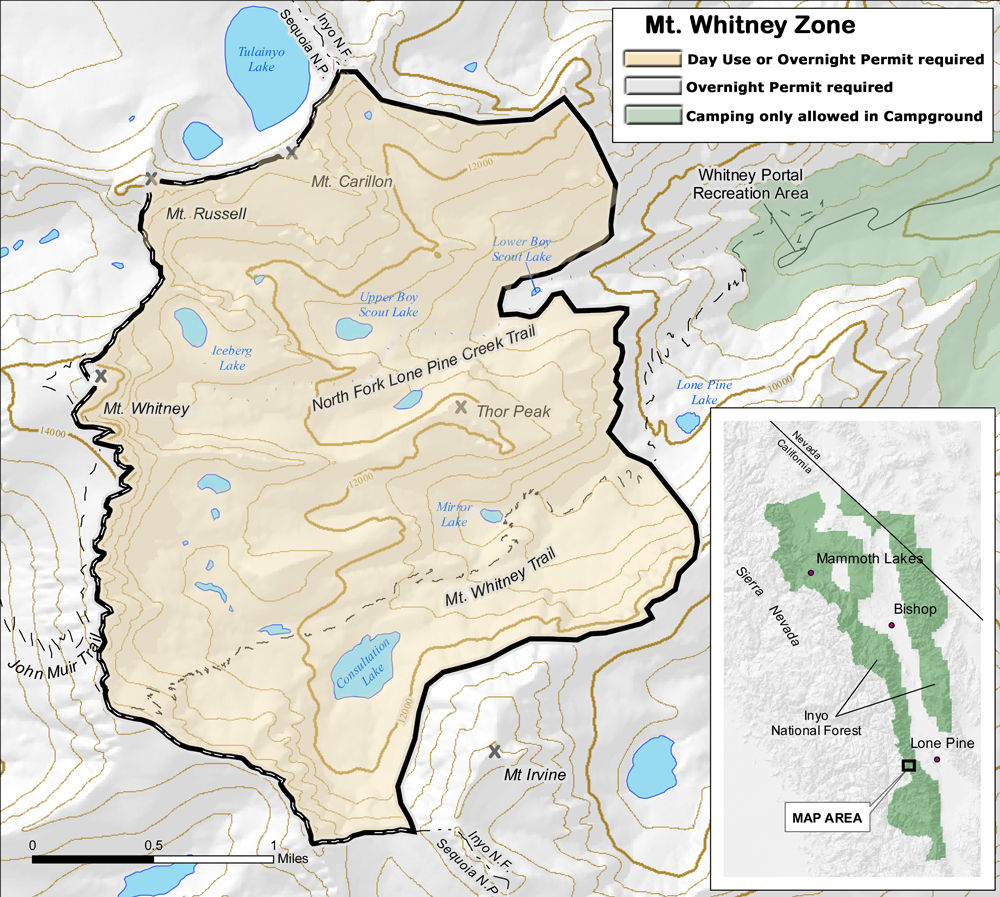
Mapa del mont Whitney mostrant el sender John Muir i el sender des del Whitney Portal fins al cim

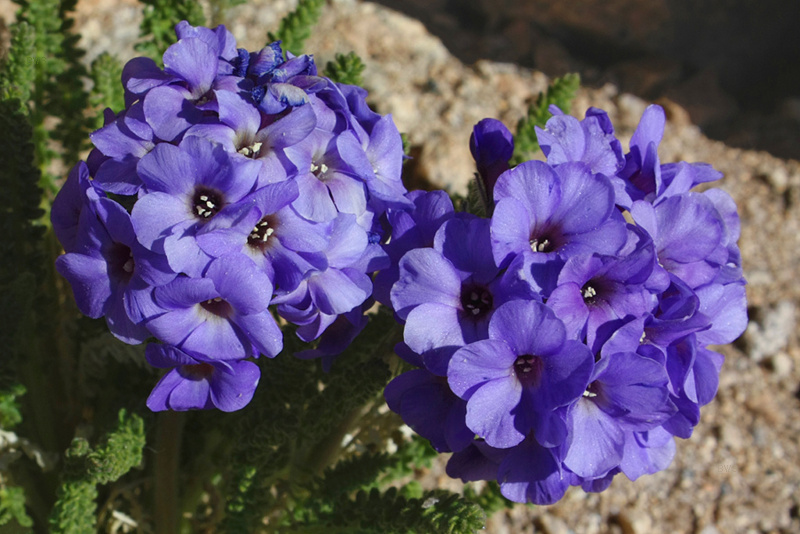
Uns exemples del Polemonium eximium florint just per sota del cim

El cim del mont Whitney és a prop de molts dels pics més alts de la Sierra Nevada. Aquest cim s'eleva dràsticament 3.285 metres per sobre del poble de Lone Pine localitzat a la vall Owens, a uns 24 quilòmetres a l'est. La muntanya s'aixeca més a poc a poc al costat oest, només arribant a 910 metres per sobre el sender John Muir en travessar el llac Guitar (Guitar Lake).
La muntanya és parcialment en forma de cúpula i suau d'una banda, amb crestes dentades d'altra. El mont Whitney és per sobre del límit arbori i té un clima alpí. Molt poques plantes creixen prop del cim: un exemple és el skypilot o "pilot de cel" (Polemonium eximium),B  una planta encoixinada amb flors que creix a prop del terra. Els únics animals són transitoris, com la papallona apol·lo petit (Parnassius phoebus) i el pinsà rosat de corona grisa.

## Geologia
El vessant oriental del Whitney és molt més pronunciat que el seu vessant occidental. La serralada Sierra Nevada és, en essència, un bloc sobre un pendent amb l'extrem més alt a la banda oriental. Al costat oest, és com si el bloc s'adjuncti amb frontissa, mentre que el bloc s'aixeca a l'est. L'ascens és causat per un sistema de falles normals que voreja la base est de la serralada, per sota del mont Whitney. Així, el granit que forma el mont Whitney és el mateix granit que forma els Alabama Hills, centenars de metres més avall. L'elevació del Whitney (i la reducció de la vall Owens) són el resultat de les mateixes forces geològiques que provoquen les característiques de tota la Basin and Range Province (Província geològica de les conques i serralades): l'escorça de l'Oest Entre-muntanyes (Intermountain West) s'estira molt lentament. Es nota que l'aigua que cau cap a l'oest del pic desemboca a l'oceà Pacífic, mentre que a l'est desemboca a la Gran Conca, una zona endorreica.
El granit que forma el mont Whitney forma part del batòlit de la Sierra Nevada. Durant el Cretaci, masses de roca fosa que es van originar d'una subducció es van aixecar per sota el que actualment és el Whitney i es van solidificar sota terra per formar grans extensions de granit. Fa entre deu i dos milions d'anys, la Sierra Nevada es va empènyer cap amunt. En el procés, l'erosió glacial i fluvial va eliminar les capes superiors de roques per revelar un granit resistent que constitueix avui el mont Whitney.

## Història

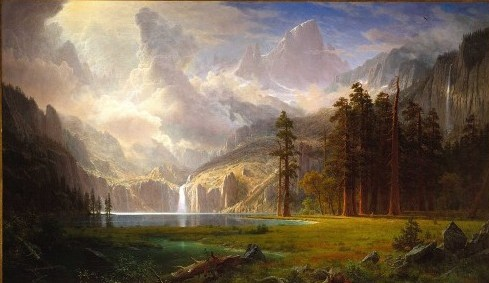
El mont Whitney d'Albert Bierstadt (1877)

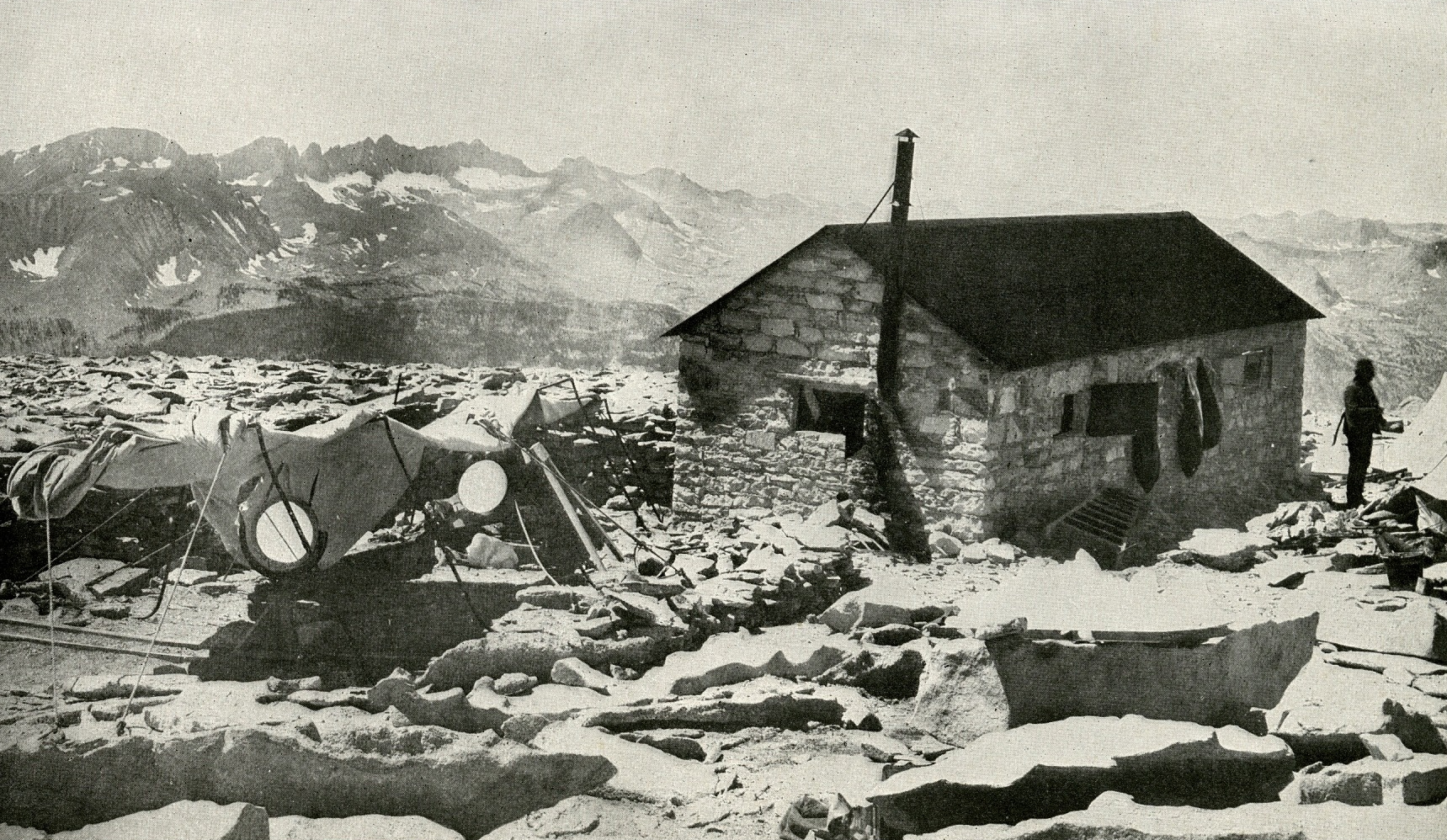
El Smithsonian Institution Shelter el 1909 utilitzat pel Smithsonian Astrophysical Observatory al cim de la muntanya

El juliol de 1864, els membres del California Geological Survey van batejar el pic en honor de Josiah Whitney, el geòleg d'estat de Califòrnia i benefactor del Survey. Durant la mateixa expedició, el geòleg Clarence King va tractar d'escalar la muntanya des de la cara oest, però es va aturar només una mica per sota el cim. El 1871, King va tornar a escalar una muntanya que ell creia ser Whitney, però va prendre un camí diferent i de fet va arribar al mont Langley, un pic molt a prop. En assabentar-se del seu error el 1873, King finalment va completar el seu primer ascens del Whitney, però ho va fer un mes massa tard per reclamar la primera ascensió. Només un mes abans, el 18 d'agost del 1873, Charles Begole, A. H. Johnson i John Lucas, tots de la propera localitat de Lone Pine, havien esdevingut els primers en arribar al cim més alt dels Estats Units fora d'Alaska. Com eren pescadors, van anomenar la muntanya el Pic dels Pescadors (Fishermen's Peak).
Albert Bierstadt, un artista de l'escola del riu Hudson, entre molts altres, durant les seves expeditions al Far West va crear el gegant quadre El mont Whitney (1877). Com va ser el cas amb les seves altres obres, magnificava la naturalesa dels Estats Units i va atraure nous immigrants europeus al pais. Ara la pintura es conserva al Rockwell Museum of Western Art a Corning (Nova York).
El 1881 Samuel Pierpont Langley, fundador del Smithsonian Astrophysical Observatory, va passar un temps determinat al cim, fent observacions diàries de la calor solar. Acompanyant Langley el 1881 va ser altre partit format pel jutge William B. Wallace de Visalia, W. A. Wright i el reverend Frederick Wales. Wallace va escriure a les seves memòries que els paiute van utilitzar el nom Too-man-i-goo-yah per al mont Whitney, que significa que "l'home molt vell." Va explicar que aquests amerindis "creuen que el Gran Esperit, que presideix el destí del seu poble, tenia abans la seva casa a la muntanya." Altres variacions del nom són Too-man-go-yah i Tumanguya.
El 1891, el Consell de Noms Geogràfics dels Estats Units (Board on Geographic Names) va decidir reconèixer el nom de procedència anterior Mont Whitney en lloc de Pic dels Pescadors. Malgrat fallant en mantenir el seu nom preferit, els residents de Lone Pine van finançar el primer sender al cim, dissenyat per Gustave Marsh i finalitzat el 22 de juliol de 1904. Només quatre dies més tard, el nou sender va facilitar la primera mort enregistrada a la muntanya: Després d'assolir el pic, Byrd Surby, un funcionari del U.S. Bureau of Fisheries va morir d'un llamp mentre estava menjant al cim exposat. En resposta, Marsh va començar a construir una caseta de pedra acabada el 1909 que servia de refugi per a la Smithsonian Institution (Smithsonian Institution Shelter).
Després de la Segona Guerra Mundial es va iniciar un moviment per canviar el nom de la muntanya en honor de Winston Churchill. No obstant això, la proposta va ser rebutjada el 1965 i el nom "Mont Whitney" ha persistit.

## Oportunitats per al muntanyisme
Senderisme

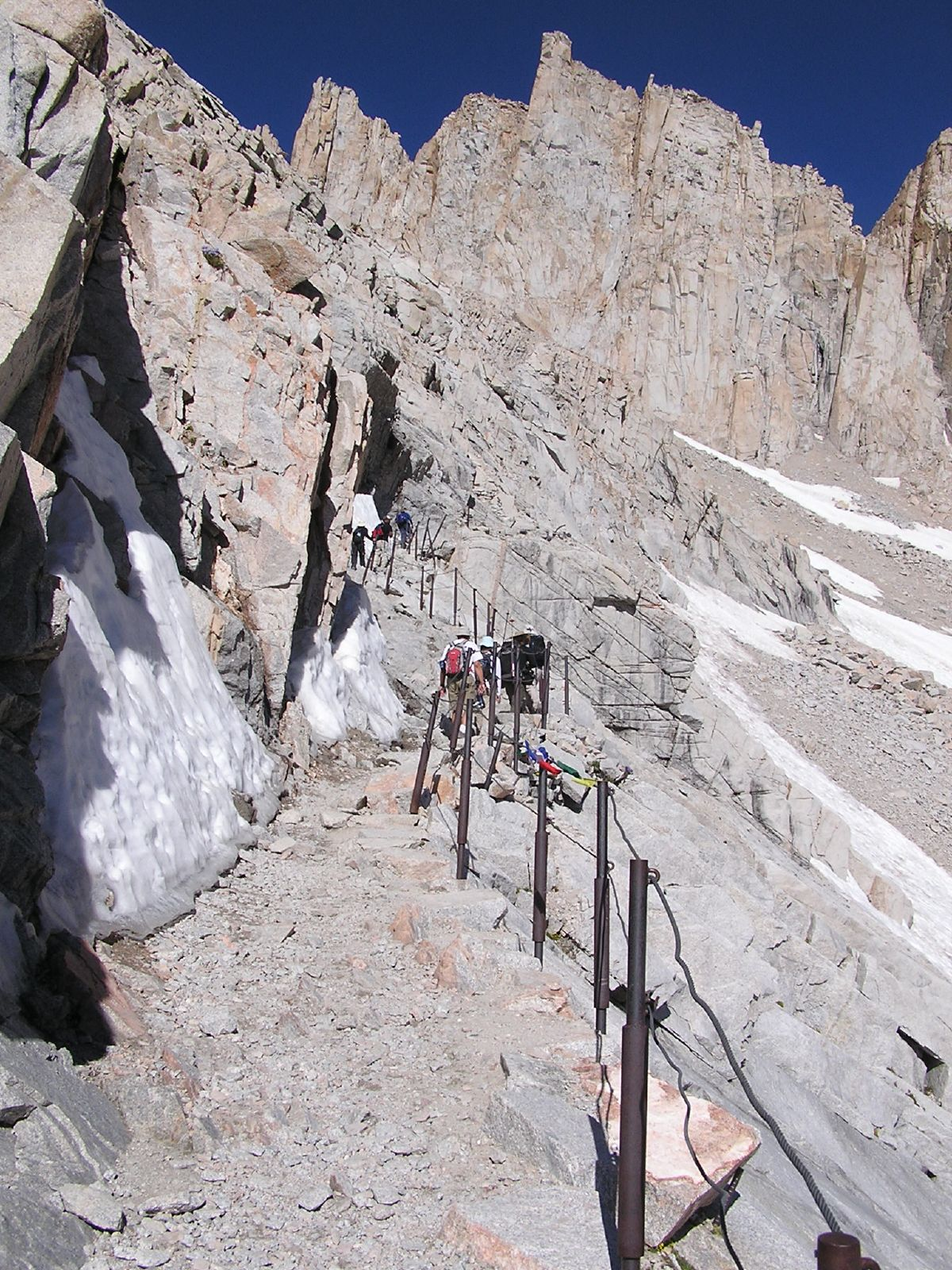
Baranes a les estretes seccions en ziga-zaga del sender Mont Whitley

La ruta més popular al cim és a través del sender Mont Whitney (Mount Whitney Trail) que comença a Whitney Portal a una altitud de 2.250 metres i a una distància de 21 quilòmetres a l'oest de la localitat de Lone Pine. La caminada és d'uns 34 quilòmetres d'anada i tornada, amb un desnivell positiu de més de 1.900 metres, que pot prendre de dos a tres dies. Es necessiten permisos tot l'any però són disponibles en quantitats limitades per evitar el sobreús des del primer de maig fins al primer de novembre. El Servei Forestal dels Estats Units (United States Forest Service o USFS) s'executa una loteria anual per als permisos emesos en nombres limitats des del primer de febrer fins al 15 de març. El sender John Muir (John Muir Trial) proporciona una ruta més llarga al Whitney, arribant al costat oest de la muntanya i connectant amb el sender Mont Whitney prop del cim.
Grimpada

La Ruta dels Muntanyecs (Mountaineer's Route) consisteix en un barranc al costat nord de la cara est amb classificacions de YDS 3 i PD+. La ruta en general es considera una grimpada i va ser escalada per primera vegada per John Muir.
Escalada técnica

El costat oriental de la muntanya gaudeix de major pendent i ofereix una varietat de reptes per als escaladors. La via de la cara est, escalada per primera vegada el 1931, és una de les anomenades cinquanta clàssiques escalades de Nord-amèrica. Implica l'escalada lliure (YDS 5.4) però és sovint YDS 4. Altres rutes de la cara est aconsegueixen una classificació de YDS 5.10d.